# Zabrotes obliteratus
Zabrotes obliteratus är en skalbaggsart som beskrevs av Horn 1885. Zabrotes obliteratus ingår i släktet Zabrotes och familjen bladbaggar. Inga underarter finns listade i Catalogue of Life.